# Dammsugarförsäljare Blues
Dammsugarförsäljare Blues var DLKs tredje singel. Den släpptes på CD, 1994, på Birdnest Records.

## Låtar på singeln
| Nr | Titel                             | Längd |  |
| -- | --------------------------------- | ----- |  |
| 1. | Dammsugarförsäljare blues         | 1.40  |  |
| 2. | Våren den kom                     | 2.43  |  |
| 3. | När Kristoffer spelar flipperspel | 1.39  |  |
| 4. | Leva                              | 2.45  |  |
| 5. | Actionrulle                       | 2.21  |  |